# Імхотеп
Імхоте́п (грец. Ιμούθης, єгипет. Ỉy-m-ḥtp, «Той хто входить з миром»). (ієрогліф: 𓇌𓅓𓊵) – давньоєгипетський архітектор, лікар, астроном, письменник, радник фараона III династії Джосера (2630—2611 до н. е.), верховний жрець бога Ра в Геліополі. Протягом багатьох сторіч вважався найбільшим мудрецем старожитності, а в пізні часи обожествленним, на його честь споруджувалися статуї і храми. Вважається першим відомим в історії науковцем, архітектором, лікарем.

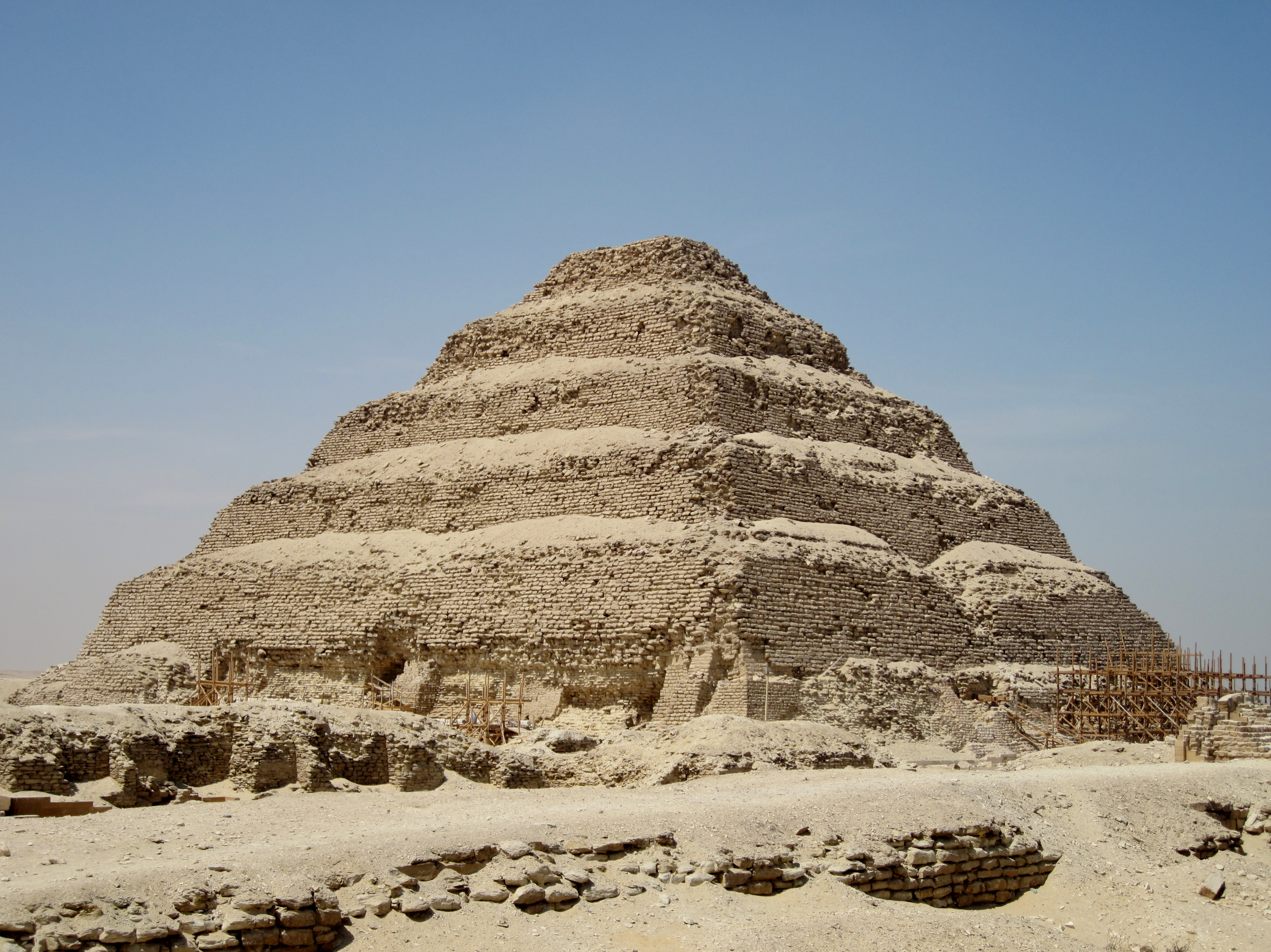
Східчаста піраміда Джосера

Імхотеп спроєктував першу східчасту піраміду в Саккарі поблизу Мемфіса (піраміда Джосера), а також комплекс архітектурних споруд, які оточують піраміду. Імхотеп вважається винахідником пірамідальної архітектурної форми: він запропонував надбудувати над кам'яною мастабою (прямокутною усипальнею) фараона ще 3 мастаби меншого розміру, перетворивши мастабу на чотириступінчасту піраміду (надалі кількість ступенів піраміди була збільшена до 6, і вона досягла 61 м висоти). Таким чином, Імхотеп виступив засновником архітектурної традиції всього Стародавнього царства, що спиралась на використання пірамідальної форми в проєктуванні царських поховань. Крім того, є підстави вважати Імхотепа також винахідником колони в архітектурі. Зазвичай його також вважають творцем храму в Едфу.

## Життєпис

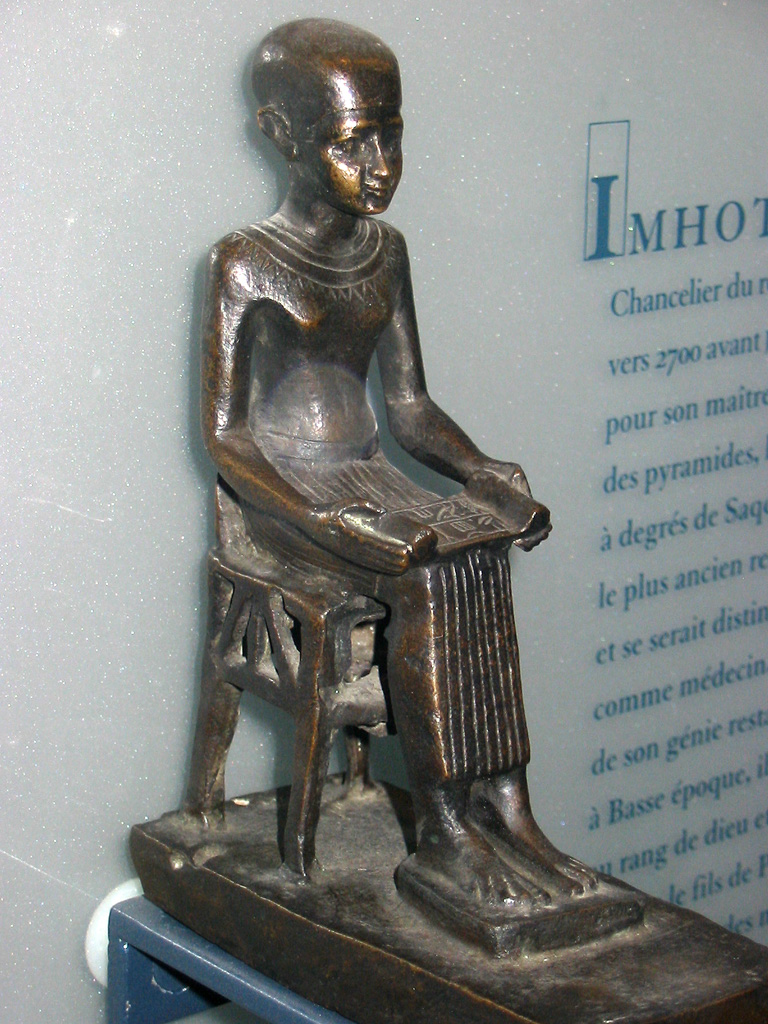
Статуетка Імхотепа в Луврі

Високе положення Імхотепа при дворі царя описано на підставі напису на статуї Джосера, де після титулів фараона слідують титули його першого радника: «охоронець скарбниці царя Нижнього Єгипту, перший після царя у Верхньому Єгипті, розпорядник великого палацу, головний жрець Геліополя, Імхотеп, будівельник, архітектор, скульптор кам'яних ваз». Про його походження відомо мало, але судячи з епіграфічних даних архітектора Хнумібра з Ваді-Хаммамат (між 495 і 491 роками до н. е.), в яких Імхотеп названий сином «Канефера, начальника робіт Верхнього і Нижнього Єгипту», він був вихідцем із жрецького або чиновницького роду.
Імхотеп спроєктував першу східчасту піраміду в Саккарі поблизу Мемфіса — усипальниці Джосера, а також комплекс архітектурних споруд, які оточують піраміду. Імхотеп вважається винахідником пірамідальної архітектурної форми: він запропонував надбудувати над кам'яною мастабою (прямокутною усипальницею) фараона ще три мастаби розміром поменше, перетворивши мастабу в чотириступінчасту піраміду (надалі кількість ступенів піраміди було збільшено до шести, і вона досягла 61 м заввишки). Таким чином, Імхотеп виступає як основоположник архітектурної традиції всього Стародавнього царства, що будувалася на використанні пірамідальної форми в проєктуванні царських поховань. Крім того, є підстави вважати Імхотепа також винахідником колони в архітектурі.
Імхотеп пережив Джосера. На північній стіні, що оточує комплекс недобудованої піраміди наступника Джосера Сехемхета, було виявлено ім'я Імхотепа, що робить можливим його участь у будівництві й цієї гробниці. Зазвичай його вважають творцем храму в Едфу.

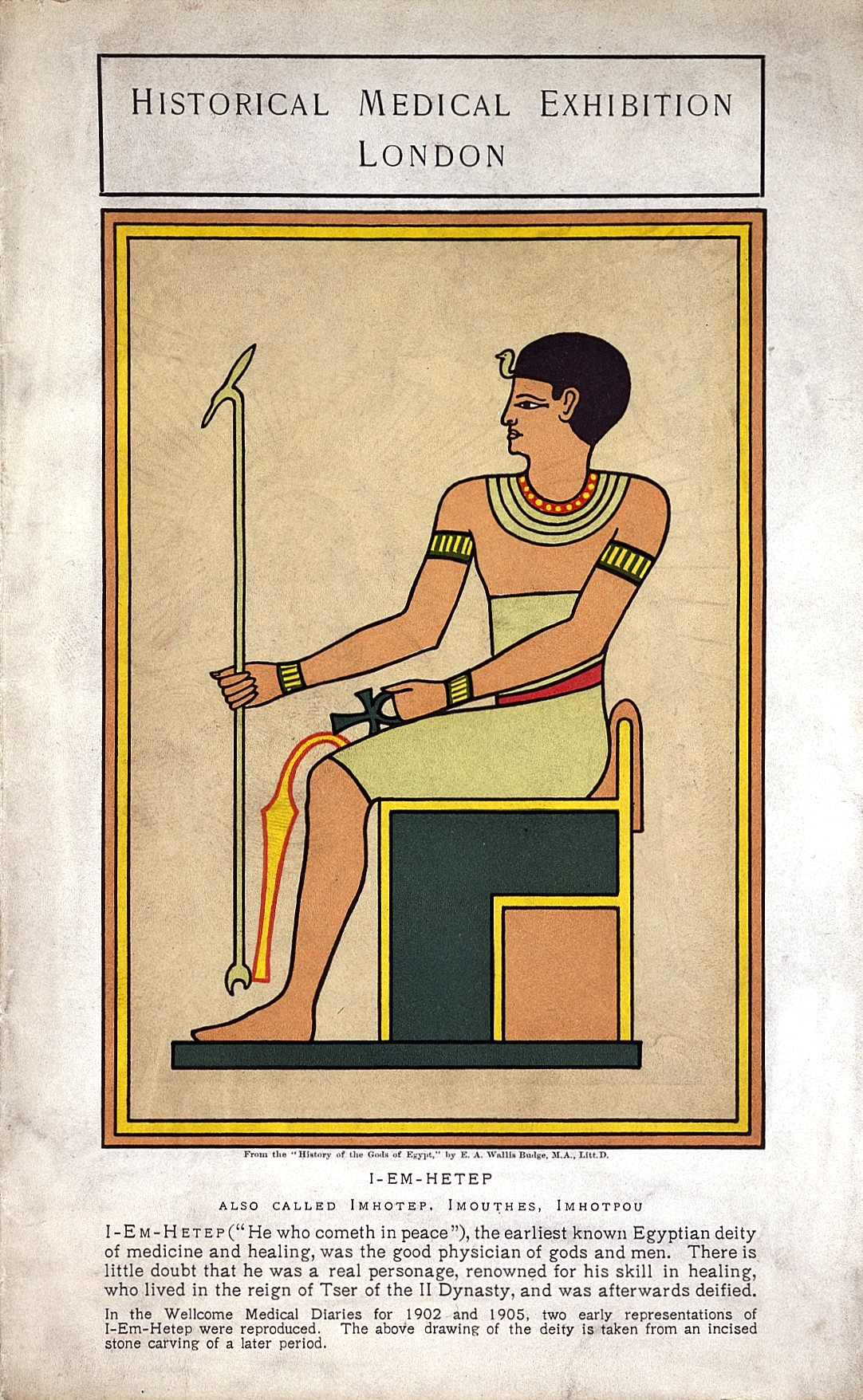
Зображення Імхотепа, яке було використано на історичній медичній виставці в Лондоні.

Імхотепу приписується також заснування єгипетської медицини. Зокрема, він вважався автором «папірусу Едвіна Сміта» — фундаментального медичного дослідження, яке хоч і відноситься до 1700—1550 до н. е., але засноване на матеріалах, відомих зі Стародавнього або навіть Раннього царства. У цьому папірусі вперше визначаються реальні причини багатьох хвороб із позиції тодішніх знань медицини. Зокрема, розглядаються 48 травматичних випадків, кожен з описом фізичного обстеження, лікування і прогнозу. Відомий лікар та історик медицини XIX століття Вільям Ослер назвав Імхотепа батьком медицини й «першим медиком, чия особистість виступає з туману старожитності».
Імхотеп вважається автором першого літературного повчання, відомого як «Повчання Імхотепа». Оскільки цей твір не зберігся до нашого часу, першим відомим нам зразком подібної літератури вважається «Повчання Птаххотепа», написаний від імені візира фараона Джедкара Ісесі.

## Апофеоз
Авторитет Імхотепа в наступні періоди єгипетської історії був настільки великий, що він вважався найбільшим мудрецем всіх часів, який мав чарівну силу. Перші ознаки шанування Імхотепа як напівбога зустрічаються вже через століття після його смерті. В епоху Нового царства оформилося обожнювання Імхотепа як бога медицини й покровителя цілителів. Крім того, він, поряд із Тотом, вважався небесним покровителем писарів і їхнього ремесла. Американський єгиптолог Джеймс Генрі Брестед писав: «У жрецької мудрості, складання мудрих прислів'їв, у медицині та архітектурі, ця чудова людина епохи Джосера стала настільки широко відома, що його ім'я ніколи не було забуто. Він став натхненником писарів майбутніх поколінь. Перш ніж братися до роботи, писарі лили на підлогу воду з посудини» (виявляючи таким чином свою повагу Імхотепу).
| M18 | m | R4 |

| M18 | m | R4 |

В єгипетській міфології Імхотеп вважався сином мемфіського бога-творця Пта і, найчастіше, богині-левиці Сехмет). Він зображувався у вигляді юнака, що сидів із розгорнутим папірусом. Іноді він також виступав у ролі бога повітря Шу, що відділяє небо (богиня Нут) від землі (бог Геб), і в такій якості запобігав наступ хаосу. Бувши покровителем мистецтв, він був пов'язаний з Хатхор, Маат та іншим візиром і архітектором, пізніше обожнюваною, — Аменхотепом, сина Хапу, які жили в часи фараона XVIII династії Нового царства Аменхотепа III.
Паломники відвідували Саккара, віддаючи данину як гробниці Імхотепа, так і похованням мумій ібісів — птахів, які асоціювалися як з Імхотепом, так і з Тотом (як бог мудрості, листів та науки). Мумії ібісів тисячами ховали в некрополі для тварин на північному сході від комплексу східчастої піраміди. Інші культові центри Імхотепа перебували в Карнакському храмі в Фівах (де його шанували разом з Аменхотепом, сина Хапу) та у святилищі на верхній терасі храму жінки-фараона Хатшепсут у Дейр ель-Бахрі, а в пізніше — у птолемеївському храмі Хатхор у Дейр ель-Медіне.
Пізніша грецька традиція (починаючи з V століття до н. е..) ототожнювала бога Імхотепа з Асклепієм. З останнім ототожнюється сузір'я Змієносця, і, таким чином, Імхотеп є єдиною реальною особистістю, яка «стала» сузір'ям. Культ Імхотепа досяг свого апогею в греко-римський період, коли його храми в Мемфісі та Філах на Нілі були заповнені натовпами немічних і хворих, які прагнули домогтися зцілення, залишаючись на ніч у святилище. Імхотепа пам'ятали і як історичну особу — елліністичний єгипетський історик Манефон писав, що Імутес (Імхотеп) «завдяки своїм надзвичайним медичним навичкам мав репутацію грецького Асклепія і який також був винахідником мистецтва зведення споруди з тесаного каменю».
Деякі єгиптологи прирівнювали Імхотепа до Йосипа з Біблії, ґрунтуючись на тому, що він був першою особою після фараона Джосера і в цей час в Єгипті, судячи зі збережених джерел, була семирічна посуха. Але останні дослідження показали, що семирічний голод був міфом, спільним майже для всіх культур Близького Сходу. А біблійні історії про перебування, полоненні й кінець давньоєврейських громад швидше співвідносять з епохою гіксосів і Рамзеса II відповідно.

## Поховання
Колись шанована гробниця Імхотепа досі так і не ідентифікована. Волтер Емері відновив розкопки на ранньому династичному некрополі в 1964 році після пробілу тривалістю майже дев'ять років. Він спрямував свою увагу до західної частини місця, де все ще сподівався визначити місцезнаходження Асклепіона, та зв'язків з гробницею Імхотепа. Емері розкопав кілька мастаб III династії, які лежали під шарами Пізнього періоду, і це дало надію, що гробниця Імхотепа знаходиться поблизу.
Але роботи Емері цих років ніколи не видавалися, тільки як попередні доповіді. Тому те, що насправді було виявлено в ці сезони розкопок, залишилося невідомим.[джерело?]

## У сучасній культурі
Ім'я Імхотепа було використане в пригодницькому бойовику Карла Фройнда «Мумія», де роль однойменного персонажа виконав Борис Карлофф. Повсталий з мертвих жрець з таким же ім'ям фігурує і в рімейках цього фільму, у тому числі фільмі Стівена Соммерса «Мумія» (1999), а також його продовженні «Мумія повертається», проте в них вигаданий персонаж, що має ім'я Імхотеп, не має нічого спільного зі своїм тезкою, який реально існував. Ім'я «Імхотеп» носить герой детективного роману Агати Крісті про Давній Єгипет, «Смерть приходить наприкінці». Це єдиний твір Крісті, події якого відбуваються не в XIX—XX століттях.
Ім'я «Імхотеп» стало настільки широко вживаним, що це викликало його пародійні згадки у французькій кінокомедії «Астерікс і Обелікс: Місія „Клеопатра“», 2002) — воно використовується у фільмі як «староєгипетський вигук» і як назва коктейлю, який замовляє лиходій Гоблінус.
Іменем «Імхотеп» був також названий другорядний гоа'улд у науково-фантастичному серіалі «Зоряна брама SG-1» (епізод «Воїн»). Імхотеп у серіалі названий будівельником пірамід в Гізі, що призначалися для посадки гоа'улдівських космічних кораблів.
Сьоко Асахара, відомий релігійний діяч, оголосив себе реінкарнацією Імхотепа.
В Івано-Франківську існує масонська ложа «Імхотеп до Полум'яної Зорі».
Головний герой однойменного роману Імхотеп американського письменника Джеррі Дабса.